# Mónica Calcutta
Mónica Elizabeth Calcutta Stormenzan (Punta Arenas, 4 de noviembre de 1949) es una abogado, juez y política chilena. Ejerció como alcaldesa de Copiapó entre 1992 y 1996, siendo la primera y -hasta el momento- única mujer en ostentar el cargo en dicha comuna. Posteriormente fue concejala. También ha sido juez de policía local en las comunas de Tierra Amarilla y Copiapó.

## Biografía
Descendiente de inmigrantes italianos, es la segunda hija de José Calcutta Caracciolo y de la escritora María Luisa Stormenzan.
Realizó sus estudios primarios y secundarios en Punta Arenas, Chile, y un intercambio académico en Minnesota, Estados Unidos. Posteriormente ingresó a la Escuela de Derecho de la Universidad de Chile, de la que obtuvo su Licenciatura en Ciencias Jurídicas y Sociales, jurando como abogado ante la Excelentísima Corte Suprema en 1979.
Durante el régimen militar de Augusto Pinochet, participó activamente en la Vicaría de la Solidaridad, entidad formada para la defensa de los Derechos Humanos en Chile, y debido a lo cual, el órgano represor de la dictadura, la CNI, perpetró un atentado explosivo en contra de ella y de su familia en septiembre de 1986.
Mónica Calcutta está casada y tiene cuatro hijos.

### Carrera política
Tras el retorno a la democracia en marzo de 1990, y en calidad de militante del PPD, fue elegida alcaldesa por la comuna de Copiapó. En 1993 terminó su militancia política en el PPD para ingresar a las filas del PRSD. Tras obtener la segunda mayoría de votos en las elecciones municipales de 1996, asumió como concejala. En 1999 renunció al PRSD tras no haber adherido a la candidatura de Ricardo Lagos Escobar -respaldada por dicho partido- para las primarias de ese año. Meses después, entregó su apoyo público al líder opositor Joaquín Lavín Infante. Posteriormente, en las elecciones municipales de 2000, fue reelegida concejala.
De su gestión como alcaldesa de Copiapó, destacan: la creación, mejoramiento y expansión de la red de parques, plazas y áreas verdes; el mejoramiento vial del centro de la ciudad; la construcción y reforzamiento de la ribera norte del Río Copiapó; la construcción del nuevo edificio de la Municipalidad (1994); la conmemoración de los 250 años de la fundación de Copiapó (1994); la construcción del Estadio Techado Orlando Guaita (1996), y el inicio de las obras del Liceo Tecnológico (inaugurado en 1997).

### Reconocimientos
Durante las jornadas de conmemoración de los 267 años de la fundación de Copiapó, el Concejo Comunal le otorgó la Medalla Ciudad de Copiapó, en reconocimiento a su trayectoria y aporte al progreso de la comuna.

## Historial electoral

### Elecciones municipales de 1992
- Elecciones municipales de 1992 para la comuna de Copiapó.[10]

| Candidato                    | Pacto                          | Partido       | Votos | %      | Resultado |
| ---------------------------- | ------------------------------ | ------------- | ----- | ------ | --------- |
| René Funes Montaner          | Concertación por la Democracia | DC            | 4.860 | 11,29% | Concejal  |
| Carmen Edith Daher Alcayaga  | Concertación por la Democracia | PDC           | 1.174 | 2,73%  |           |
| Antonino Prado Castro        | Concertación por la Democracia | PR            | 3.003 | 6,97%  |           |
| Marcos López Rivera          | Concertación por la Democracia | PS            | 5.182 | 12,03% | Concejal  |
| Leonardo Hagel Arredondo     | Concertación por la Democracia | PS            | 4,623 | 10,73% | Concejal  |
| Mónica Calcutta Stormenzan   | Concertación por la Democracia | PPD           | 4.363 | 10,13% | Alcaldesa |
| Jorge Francisco Godoy Molina | Partido Comunista              | PC            | 1.915 | 4,45%  |           |
| Mario Hernán Yáñez Marín     | Partido Comunista              | PC            | 1.287 | 2,99%  |           |
| Antonio Jesús Orellana Acuña | Partido Comunista              | PC            | 468   | 1,09%  |           |
| Luis Rubén Orrego Salinas    | Partido Comunista              | PC            | 432   | 1,00%  |           |
| Abel Héctor Piñones Pizarro  | Partido Comunista              | PC            | 251   | 0,58%  |           |
| José Daniel Peña Pérez       | Partido Comunista              | PC            | 291   | 0,68%  |           |
| Luis Bogdanic Bassi          | Partido Liberal                | PL            | 314   | 0,73%  |           |
| Luis Borgna Molina           | Partido Liberal                | PL            | 65    | 0,15%  |           |
| Carlos Porcile Valenzuela    | Participación y Progreso       | RN            | 4.560 | 10,59% | Concejal  |
| Carlos Jesús Zuleta          | Participación y Progreso       | RN            | 921   | 2,14%  |           |
| María Lidia Muñoz Cortés     | Participación y Progreso       | Independiente | 821   | 1,91%  |           |
| Fernando Cabib Cabib         | Participación y Progreso       | UDI           | 3.541 | 8,22%  | Concejal  |
| Doris Nieto Robles           | Participación y Progreso       | UDI           | 2.218 | 5,15%  |           |
| Hernán Cood Yáñez            | Participación y Progreso       | UDI           | 186   | 0,43%  |           |
| Demetrio Benavente Molina    | Unión de Centro Centro         | UCC           | 570   | 1,32%  |           |
| Raúl Tabilo Olguín           | Unión de Centro Centro         | UCC           | 506   | 1,17%  |           |
| John Horsley Brito           | Unión de Centro Centro         | UCC           | 873   | 2,03%  |           |
| Eduardo Bown Rivera          | Unión de Centro Centro         | UCC           | 336   | 0,78%  |           |
| Federico Volio Toledo        | Unión de Centro Centro         | UCC           | 305   | 0,71%  |           |

### Elecciones municipales de 1996
- Elecciones municipales de 1996 para la comuna de Copiapó.[11]

| Candidato                    | Pacto                          | Partido               | Votos  | %      | Resultado |
| ---------------------------- | ------------------------------ | --------------------- | ------ | ------ | --------- |
| Lilian Zepeda Montenegro     | La Izquierda                   | Independiente         | 862    | 1,94%  |           |
| Jorge Francisco Godoy Molina | La Izquierda                   | PC                    | 644    | 1,45%  |           |
| José Ricardo Pérez Rivera    | La Izquierda                   | PC                    | 444    | 1,00%  |           |
| Pedro Arturo Vásquez Ramírez | La Izquierda                   | PC                    | 277    | 0,62%  |           |
| Manuel Muñoz Carvajal        | La Izquierda                   | Independiente         | 146    | 0,33%  |           |
| Giuliano López Rojas         | La Izquierda                   | Independiente         | 451    | 1,01%  |           |
| Doris Nieto Robles           | Unión por Chile                | Independiente pro UDI | 1368   | 3,08%  |           |
| Carlos Porcile Valenzuela    | Unión por Chile                | RN                    | 2.818  | 6,34%  |           |
| Luis Ávalos                  | Unión por Chile                | RN                    | 132    | 0,30%  |           |
| Óscar González Lorca         | Opción Humanista               | Independiente         | 65     | 0,15%  |           |
| Cristina Yáñez Rojas         | Opción Humanista               | Independiente         | 65     | 0,15%  |           |
| Cristina Infante Vargas      | Opción Humanista               | Independiente         | 68     | 0,15%  |           |
| Marcos López Rivera          | Concertación por la Democracia | PS                    | 14.337 | 32,26% | Alcalde   |
| Leonardo Hagel Arredondo     | Concertación por la Democracia | PPD                   | 1.490  | 3,35%  | Concejal  |
| José Fernández Quevedo       | Concertación por la Democracia | PPD                   | 1.531  | 3,44%  | Concejal  |
| Mónica Calcutta Stormenzan   | Concertación por la Democracia | PRSD                  | 14.191 | 31,93% | Concejal  |
| Carlos Zúñiga Molina         | Concertación por la Democracia | DC                    | 5.456  | 12,28% | Concejal  |
| René Vigneaux González       | Concertación por la Democracia | DC                    | 99     | 0,22%  | Concejal  |

### Elecciones municipales de 2000
- Elecciones municipales de 2000 para la comuna de Copiapó.[12]

| Candidato                     | Pacto                                      | Partido       | Votos  | %      | Resultado |
| ----------------------------- | ------------------------------------------ | ------------- | ------ | ------ | --------- |
| Cristina Infante Vargas       | Humanistas y Ecologistas                   | PH            | 265    | 0,56%  |           |
| Gastón Quezada Fernández      | La Izquierda                               | PC            | 1.009  | 2,15%  |           |
| Mónica Bolton Araya           | La Izquierda                               | Independiente | 743    | 1,58%  |           |
| Osman Cortés Argandoña        | La Izquierda                               | Independiente | 503    | 1,07%  |           |
| Mónica Calcutta Stormenzan    | Alianza por Chile                          | Independiente | 14.791 | 31,52% | Concejal  |
| Nieve Martínez Zepeda         | Alianza por Chile                          | RN            | 522    | 1,11%  | Concejal  |
| Michael Merchán Delgado       | Alianza por Chile                          | UDI           | 262    | 0,56%  |           |
| Marcos López Rivera           | Concertación de Partidos por la Democracia | PS            | 23.966 | 51,07% | Alcalde   |
| Rubén Eduardo Pizarro Miranda | Concertación de Partidos por la Democracia | PRSD          | 1.342  | 2,86%  | Concejal  |
| Octavio Vallejo Buschmann     | Concertación de Partidos por la Democracia | DC            | 611    | 1,30%  |           |
| Christian Guzmán Rojas        | Concertación de Partidos por la Democracia | DC            | 1.170  | 2,49%  | Concejal  |
| José Fernández Quevedo        | Concertación de Partidos por la Democracia | PPD           | 1.748  | 3,72%  | Concejal  |